# Portale della chiesa di Santa Maria del Carmine
Il portale della chiesa di Santa Maria del Carmine a Brescia è l'ingresso principale in facciata all'edificio religioso ed è un'opera di scultura in Marmo di Botticino. databile alla seconda metà del XV secolo. Nella lunetta superiore si trova una grande Annunciazione di Floriano Ferramola, databile al 1517-1518.
I due battenti lignei originali, intagliati e decorati alla metà del XV secolo, sono stati rimossi nel 2003 e riposizionati nella cappella Averoldi, all'interno della chiesa, per preservarne lo stato e l'integrità.

## Descrizione e stile
Il portale, di proporzioni monumentali, è gemini, ossia doppio, con un elemento centrale che spartisce l'accesso in due fornici, ed è caratterizzato da un'accentuata strombatura. La composizione fonde molto singolarmente elementi di chiaro gusto rinascimentale ad altri che si rifanno a un linguaggio romanico e gotico, come i due leoni stilofori a margine e alcuni tipi di modanature.

Le pietre utilizzate sono il marmo di Botticino, il marmo rosa di Vicenza e un calcare marnoso grigio, della varietà detta "sasso di luna", combinate assieme in un effetto di varietà cromatica. Il pilastrino in marmo rosa che bipartisce l'accesso con il relativo capitello, l'architrave in pietra grigia, i due pilastri laterali e la cornice esterna della lunetta superiore presentano ornamenti a candelabra, festoni vegetali e teste di angioletti caratteristici del decorativismo rinascimentale tipico bresciano della seconda metà del XV secolo, in grado di rivestire anche completamente l'impianto gotico senza tuttavia rielaborarne il linguaggio architettonico, o comunque senza agire in profondità in questo senso.
Estranee alla concezione compositiva originale della struttura sembrano essere, sia per stile, sia per collocazione, le due colonne tortili sorrette da leoni stilofori che chiudono il portale alle estremità, databili al XIV secolo, i cui capitelli non sorreggono alcunché e per inserire le quali si è reso necessario praticare uno scasso nelle lesene in mattoni che delimitano il settore centrale della facciata della chiesa.
Questo dettaglio, oltre al fatto che la chiave di volta dell'arco della lunetta si trova fuori asse rispetto alla composizione sottostante, porta a credere che il portale non sia stato concepito appositamente per questa collocazione, bensì inserito quasi a forza nel settore centrale della facciata. Si può quindi ipotizzare che il portale provenga da un edificio di culto esterno alla cinta muraria della città demolito durante la "spianata" del 1516-17 imposta dalla Repubblica di Venezia dopo il sacco di Brescia del 1512. Tra l'altro, non sarebbe questa una novità, poiché la vicenda ricalcherebbe esattamente quanto avvenuto per il portale della basilica di Santa Maria delle Grazie, in facciata alla chiesa omonima, dunque può essere che sia accaduto lo stesso per la chiesa del Carmine.
Da notare, comunque, che negli Annali di Giovanni Battista Guarguanti, frate del convento che nel XVII studia e segnala vari documenti dell'archivio del cenobio per ricostruirne la storia passata, si registra al 1462 la conclusione della nuova facciata della chiesa e allo stesso anno risultavano preparati i marmi rossi e neri del portale. Questa segnalazione, pertanto, si trova in opposizione con la precedente ipotesi, ma non è in grado di spiegare la provenienza delle due colonne tortili con leoni alla base, che sembrano davvero provenire da una realtà estranea al contesto. Parte della critica riconduce questi due frammenti a un portale della chiesa precedente, risalente effettivamente al XIV secolo e poi ampliata nel XV secolo nell'edificio ancora esistente.
In ogni caso, il portale mostra alcune affinità stilistiche sia col già citato portale della chiesa di Santa Maria delle Grazie, sia con il portale della chiesa del Santissimo Corpo di Cristo, benché rimanga unica nell'intero panorama dell'arte bresciana del periodo, perlomeno giunto fino a noi, la compresenza di elementi propri di linguaggi differenti, dal romanico al rinascimentale, passando per il gotico. Ciò, notare, anche escludendo le due colonne tortili alle estremità, se si vogliono interpretare come estranee, dato che i due sguanci della strombatura (oltre al fatto della strombatura stessa, propriamente romanico-gotica) sono trattati con pilastrini a fascio tra cui uno tortile, ripresi poi da analoghe fasce lungo il profilo della lunetta, caratteristiche estranee al linguaggio rinascimentale.

### L'Annunciazionedel Ferramola
Nella grande lunetta superiore al portale si trova affrescata una Annunciazione, attribuita alla critica, sia storica sia moderna, a Floriano Ferramola e datata al 1517-1518. L'affresco, molto degradato a causa della secolare esposizione agli agenti atmosferici, risulta quindi scarsamente leggibile.
Si fa notare, tra l'altro, che la datazione proposta dalla critica per l'affresco è congruente con il supposto trasloco del portale da una realtà esterna alla cinta muraria abbattuta durante la spianata del 1516-17. Trasferite e ricollocate le pietre nella nuova postazione in fronte all'appena ultimata facciata della chiesa di Santa Maria del Carmine, si sarebbe provveduto alla decorazione della lunetta, lasciata magari libera da un altro affresco che non poté essere trasferito assieme al materiale lapideo.